# 仳氏爾特蟹
仳氏爾特蟹或紅樹林樹蟹（学名：Aratus pisonii）是棲息在美洲紅樹林地區的一種螃蟹，分布於佛羅里達到巴西的大西洋沿岸，以及尼加拉瓜至祕魯的太平洋沿岸， 是棲息於紅樹林附近的雜食動物。